# 호프스테더 문화 차원 이론
헤이르트 호프스테더의 문화 차원 이론(cultural dimensions theory)은 어느 사회의 문화가 그 사회 구성원의 가치관에 미치는 영향과, 그 가치관과 행동의 연관성을 요인분석으로 구조를 통하여 설명하는 이론이다. 이 이론은 비교문화심리학, 국제경영학, 문화간 의사소통 등 여러 분야의 연구에서 실험 패러다임으로 널리 사용되고 있다. 호프스테더는 1960년대와 1970년대에 IBM이 수행한 세계 고용인 가치관 조사 결과를 검토하기 위해 요인분석법을 사용하여 처음으로 이 모델을 만들었다. 이 이론은 관측되는 문화간 차이점을 수치화하여 설명하려 한 최초의 시도에 속한다.
최초 이론에서는 문화적 가치관을 분석한 네 가지의 차원을 제시하였다. 개인주의-집단주의(individualism-collectivism), 불확실성 회피(uncertainty avoidance), 권력 격차(power distance; 사회 계급의 견고성), 남성성-여성성(masculinity-femininity; 과업 지향성-인간 지향성)이 그것이다. 이후 호프스테더와 별도로 홍콩에서 연구가 수행되었고, 이로 인해 호프스테더는 종래의 패러다임에서 논의되지 않았던 요소들을 보충하기 위해 다섯 번째 차원인 장기 지향성(long-term orientation)을 추가했다  《세계의 문화와 조직》(Cultures and Organizations: Software of the Mind) 2010년판에서 호프스테더는 공저자 미카엘 민코프(Michael Minkov)가 세계 가치관 조사 데이터를 분석한 것을 반영하여 여섯 번째 차원인 쾌락추구-절제(indulgence versus self-restraint)를 추가하였다. 추후의 연구에서는 원래의 차원들을 정비하고, 국가 수준과 개인 수준에서의 데이터 분석의 차이점을 소개했다.
호프스테더의 작업은 비교문화심리학의 주요한 연구 전통을 정립했으며, 국제 사업이나 국제 의사소통 등의 여러 분야에 종사하는 연구원들과 자문위원들에게 애용되었다. 문화간 분야의 중요 연구 자산이며, 문화간 가치관 뿐 아니라 사회적 신념 등 여러 문화적 요소에 대한 많은 연구를 촉발시켰다.

## 연구 연혁과 방법론
1965년, 헤이르트 호프스테더는 국제사무기기회사(IBM) 유럽 지사에서 인적 연구 부서를 설치하여 1971년까지 해당 부서를 관할했다.
1967년 ~ 1973년, 호프스테더는 다국적 기업인 IBM의 전 세계 자회사들 사이의 국가적 가치관의 차이에 관한 대규모 조사연구를 수행했다. 그는 서로 다른 국가의 IBM 직원 117,000 명 표본의 답변을 동일한 방식으로 비교 대조했다. 우선은 표본이 가장 큰 40개 국가에 연구 초점을 맞추었고, 이후 50개 국가와 3개 지역으로 확장했다. “그 당시로서는 전 세계에서 가장 대규모의 국가간 표본 데이터베이스였을 것”이다.
최초 분석에서 국가적 문화의 체계적 차이에 있어 네 가지 1차적 차원이 발견되었는데, 다음과 같다. 권력 거리(PDI), 개인주의(IDV), 불확실성 회피(UAI), 남성성(MAS)이 그것이다. 그 자세한 내용에 대해서는 후술한다. 호프스테더가 본인의 학술 웹사이트에 밝힌 바에 따르면, 이 차원들은 “여러 국가적 사회가 각기 다른 방식으로 대처하는 네 가지 인류학적 문제 영역”에 대한 것이며, 그 네 가지 문제 영역이란 “불평등에 대처하는 방식, 불확실성에 대처하는 방식, 개인이 그 또는 그녀의 제1차 집단과의 관계, 여자 또는 남자로 태어남으로 인한 감정적 영향”이다. 1980년, 호프스테더는 조사 연구의 통계 분석 결과와 본인의 개인적 경험을 조합하여 《문화의 결과》(Culture's Consequences)라는 책을 출간한다.
IBM에서의 연구 결과를 확증하고 다양한 모집단에 확장 적용하기 위하여 1990년에서 2002년에 걸쳐 6회의 국가간 연구가 추후 수행되었으며, 모두 성공적으로 완료되었다. 각 실험별로 14 ~ 28개 국가에서 민간 항공사 파일럿, 학생, 관리자급 공무원, ‘고급 시장’ 소비자, ‘엘리트’ 등 다양한 표본에서 조사가 수행되었다. 각 연구 결과를 조합하여 총 76개 국가 및 지역에서 4개 차원의 가치값을 설정할 수 있었다.
1991년, Michael Harris Bond 와 그 동료들이 보다 발전한 조사 기구를 사용하여 중국계 고용인과 관리자에 대한 조사를 수행했다. 이 연구의 결과로 호프스테더는 자기 이론에 다섯 번째 차원을 추가하였다. 이 차원은 처음에 유교적 역동성(Confucian dynamism)이라고 불렀다가, 나중에 장기 지향성(LTO)으로 명명했다. 2010년에는 세계 가치관 조사 결과를 이용한 미카엘 민코프의 연구에 의해 93개 국가에 대한 제5차원 점수를 구할 수 있었다. 또한 민코프의 세계 가치관 조사 결과 분석은 제5차원의 표본값을 구했을 뿐 아니라, 호프스테더가 여섯 번째 차원인 응석-절제(indulgence versus restraint)를 설정하게 하였다.

## 국가 문화의 차원
- 권력 거리 지수(power distance index; PDI): “권력 거리란 조직이나 단체(가족과 같은)에서 권력이 작은 구성원이 권력의 불평등한 분배를 수용하고 기대하는 정도이다.”[7]

권력 거리가 작은 문화에서는 권력 관계가 보다 상호의논적이고 민주적일 것이라고 기대할 수 있다. 사람과 사람 사이 관계는 형식적 위치에 관계 없이 보다 평등할 것이고, 하급자들이 보다 편안한 분위기에서 권력자의 의사결정에 기여하거나 비판할 권리를 요구할 수 있다. 반면, 권력 거리가 큰 나라에서는 권력이 작은 측이 전제적이고 가부장적인 권력 관계를 그대로 수용하기 쉽다. 하급자는 사람의 권력은 단순히 그 사람의 특정한 형식적 위치, 계급에 따라 결정되는 것이라고 인정하게 된다. 이러한 의미에서, 호프스테더의 권력 거리 지수는 객관적인 권력 분포 차이를 반영하는 것이 아니라, 권력 불평등을 사람이 어떻게 받아들이냐에 관한 것이라고 할 수 있다.
- 개인주의-집단주의(individualism; IDV vs. collectivism): “개인들이 단체에 통합되는 정도.”[8]

개인주의적 사회에서는 개인적 성취와 개인의 권리를 강조한다. 사람들이 자기 자신과 자기 직계 가족을 스스로 책임질 것을 요구받고 자신의 소속을 스스로 결정한다. 이에 비해 집단주의적 사회에서는 개인들이 대부분 평생 동안 소속되는 집단이나 조직의 구성원으로서 행동한다(주: “이 맥락에서 집단주의라는 단어는 정치적 의미가 없다. 여기서 집단이란 group을 말하는 것이지, state가 아니다”). 절대적 충성을 대가로 보호받을 수 있는 대가족이 존재한다.
- 불확실성 회피 지수(uncertainty avoidance index; UAI): “불확실성과 애매성에 대한 사회적 저항력.”[10]

UAI는 사회 구성원이 불확실성을 최소화함으로써 불안에 대처하려고 하는 정도를 반영한다. UAI가 높은 문화의 사람들은 보다 감정적인 경향이 있으며, 알 수 없거나 이례적인 환경의 발생을 최소화하고, 사회 변화에 있어 계획과 규범, 법과 규제를 이용한 신중하고 점진적인 태도를 취한다. 이와 대조적으로 UAI가 낮은 문화에서는 비체계적인 상황이나 가변적인 환경을 편안히 받아들이고, 규칙은 되도록 적게 만들려고 한다. 이런 문화의 사람들은 보다 실용적인 경향이 있으며, 변화에 관용적이다.
- 남성성-여성성(masculinity; MAS vs. femininity): “성별 간 감정적 역할의 분화.”[11]

남성적 문화의 가치관은 경쟁력, 자기주장, 유물론, 야망, 권력과 같은 것을 중시한다. 반면에 여성적 문화에서는 대인관계나 삶의 질 같은 것을 보다 높게 평가한다. 남성적인 문화에서는 성역할의 차이가 크고 유동성이 작다. 이에 비해 여성적인 문화에서는 정숙이나 헌신 같은 개념을 남녀 양성이 똑같이 강조받는다. 여러 문화, 특히 남성적 문화에서의 성적 금기 및 성별을 노골적으로 일반화하는 호프스테더의 용어법 때문에, 호프스테더 이론을 사용하는 자들은 보통 이 차원을 ‘삶의 양-삶의 질’(Quantity of Life vs. Quality of Life) 등의 다른 이름으로 부른다.
- 장기 지향성-단기 지향성(Long term orientation; LTO vs. short term orientation)

처음에는 ‘유교적 역동성’이라는 이름이었던 LTO는 사회의 시간범위를 설명한다. 장기 지향적인 사회는 미래에 더 많은 중요성을 부여한다. 이런 사회에서는 지속성, 절약, 적응능력 등 보상을 지향하는 가치를 조성하고, 단기 지향적 사회에서는 끈기, 전통에 대한 존중, 호혜성, 사회적 책임의 준수 등 과거와 현재에 관련된 가치가 고취된다.

### 가치관 차원의 문화 차이
각 국가별 점수(최저 1점, 최고 120점)를 살펴보면, 호프스테더의 6차원 모델을 통하여 문화간 국제 비교 연구를 수행할 수 있다.
- 권력 거리 지수는 라틴, 아시아, 아프리카, 아랍 지역에서 매우 높은 점수를 나타낸다. 한편 앵글로와 게르만 지역에서는 상당히 낮은 점수가 나온다(오스트리아 11점, 덴마크 18점).

예컨대 미국은 호프스테더의 문화 분석에서 40점을 얻었다. 권력 거리가 매우 큰 과테말라(95점)와 매우 작은 이스라엘(13점)과 비교했을 때, 미국은 중간에 있다고 할 수 있다.
유럽의 경우 북유럽 국가들에서 권력 거리가 작고 남유럽과 동유럽에서는 권력 거리가 크게 나타난다. 폴란드가 68점, 스페인이 57점인데 비해 스웨덴은 31점, 영국은 35점이다.
- 개인주의 지수를 살피면 서방 선진국과 개발도상국 사이에 명확한 간극이 존재함을 알 수 있다. 북아메리카와 유럽은 상대적으로 높은 점수를 얻어 개인주의적 사회라고 생각할 수 있다. 예컨대 캐나다와 헝가리가 각각 80점을 얻었다. 이에 비해 아시아, 아프리카, 라틴아메리카는 매우 강력한 집단주의 가치관을 가지고 있다. 콜롬비아의 IDV는 13점에 불과하고, 인도네시아가 14점이다. 양 극단을 대조해 보면, 가장 낮은 과테말라가 6점, 가장 높은 영국이 91점이다. 일본과 아랍권은 중간 정도 값을 얻었다.
- 불확실성 회피 지수는 라틴아메리카와 남유럽, 독일어권 국가를 포함한 서유럽, 일본에서 가장 높다. 한편 앵글로, 노르딕, 중국 문화권에서는 낮은 수치를 보인다. UAI가 매우 낮은 국가는 상당히 적다. 독일의 UAI는 95점이고 벨기에는 그보다 더 높은 94점이다. 이 두 국가와 인접해 있지만 스웨덴은 29점, 덴마크는 23점이다.
- 남성성 지수는 노르딕 문화권에서 극단적으로 낮은 수치를 나타낸다. 노르웨이가 8점이고 스웨덴은 5점에 불과하다. 이에 비해 일본(95점)과 헝가리, 오스트리아, 스위스 등 독일 문화권 유럽 국가들에서는 남성성 지수가 매우 높게 나타난다. 앵글로계인 영국은 66점으로 상대적으로 높은 편이다. 라틴 국가들은 제각기 들쑥날쑥하다. 베네수엘라는 73점이지만, 칠레는 28점에 불과하다.
- 장기 지향성은 보통 동아시아에서 높게 나타나는데, 중국이 118점이고 홍콩이 96점, 일본이 88점이다. 동유럽과 서유럽에서는 중간 정도이고 앵글로, 이슬람권, 아프리카와 라틴아메리카에서는 낮다. 다만 이 차원은 데이터 자체가 적다.
- 여섯 번째 차원은 다섯 번째 차원보다 정보가 더 적다. 응석 지수는 라틴아메리카와 아프리카 일부, 앵글로와 노르딕 유럽에서 가장 높다. 절제 지수가 높은 국가들은 대부분 동아시아와 동유럽, 이슬람권에서 발견된다.

### 다른 국가 차이와 가치관의 상관관계
연구자들은 이 국가 가치관 점수를 다른 국가 차이(지리적 근접, 언어 공유, 역사적 배경, 종교적 신앙과 관습 공유, 같은 철학적 영향, 특유의 정치 체계 등 어느 국가의 문화를 정의할 수 있는 모든 것)와 비교함으로써 몇몇 국가들을 그룹으로 묶었다. 예컨대 작은 권력 거리는 협의적인 정치적 관례 및 소득의 공평성과 관계가 있다. 반면 큰 권력 거리는 뇌물 수수와 국내 정치의 부패, 소득의 불평등 분배와 상관관계가 있다. 개인주의는 사회 계급간 이동성 및 국가의 부와 양의 상관관계가 있다. 사실 나라가 부강해지면 그 문화는 보다 개인주의적으로 변한다.
2003년에 Sigma Two Group에 의해 또다른 상관관계 분석이 있었다. 그들은 2002년판 월드 팩트북의 자료를 기반으로 여러 나라들의 문화 차원과 그 나라들에서 지배적인 종교의 상관관계를 연구했다. 평균적으로 보았을 때, 천주교가 지배적인 나라에서는 불확실성 회피 지수가 매우 높았으며, 권력 거리 지수는 상대적으로 높고, 남성성은 중간 정도, 개인주의는 상대적으로 낮았다. 이에 비해 무신론적인 국가에서는 낮은 불확실성 회피 지수, 매우 높은 권력 거리 지수, 중간 정도의 남성성, 매우 낮은 개인주의가 나타났다.

## 호프스테더 이론의 한계
사업문화 연구자들에게 호프스테더의 차원 모형이 국가적 문화 가치관의 가장 포괄적인 골조로 널리 받아들여지고 있지만, 그 타당성과 한계는 널리 비판받아 왔다. 한가지 예를 들면, 미국 경영학회 회보  《미국 경영학회지》(The Academy of Management Review)에 실린 최근 기사에서 갤리트 애일런(Galit Ailon)은 호프스테더의 저서 《문화의 결과》(Culture's Consequences)를 그 가정과 논리에 반대하는 입장에서 해체분석하였다. 애일런은 이론과 방법론 수준에서 모순을 발견하였으며, 호프스테더 문화 차원 이론을 무비판적으로 받아들이는 것에 대하여 경고를 날렸다.

### 국가 수준의 선택
호프스테더의 다섯 가지 문화 차원을 제외하고도 문화를 분석할 수 있는 다른 요소가 매우 많다. 또한 국가 수준 외에도 문화에 접근할 수 있는 다른 수준 층위가 존재한다. 이런 층위들은 그 구성적 특성 때문에 종종 간과되는 경향이 있다.

#### 개인 수준: 문화 차원 대 개인 인격
호프스테더는 자신이 문화와 가치관으로서 취급한 문화 차원이 이론적 구성임을 인정했다. 이 차원들은 실질적인 상황에 적용하여 사용하기 위한 도구이다. 특정 국가의 문화의 일반화는 유용하긴 하지만, 보다 확실한 이해를 위한 지침으로서 취급되어야 한다. 인구 전체에 적용되는 국가의 평균을 설명하는, 단체 수준의 차원인 것이다. 호프스테더의 문화 차원은 이론의 사용자들이 국가 간의 차이는 구분할 수 있게 해 주지만, 그 사회 구성원들 사이의 차이까지 구분할 수 있게 해 주는 것은 아니다. 문화 차원은 개개인의 인격을 정의하지 못할 수밖에 없다. 국가의 점수가 개개인에 대한 결정론적 근거로 작용해서는 절대 안 된다. 예컨대 평균적인 일본인들의 불확실성 회피도는 높지만, 일본인 개인은 사회 변화 상황이 불편하지 않을 수도 있다. 법칙에는 예외가 존재한다.
호프스테더 이론은 개인 수준에서의 등가물이라고 할 수 있는 인간 인격에 대한 특성이론과 대조할 수 있다.

#### 조직 수준
국가 내에서도 국가 간에서도, 개인들은 기업과 같은 조직에도 소속되어 있다. 호프스테더는 “국가적 문화 차원은 같은 국가 안의 조직들을 비교하는 데는 유의미하지 않다”고 인정한 바 있다. 가치관에 둘러싸여 있는 국가적 문화와 비교하여, 조직적 문화는 행위(practice)에 둘러싸여 있다.
문화간 협력 연구소(Institute for Research on Intercultural Cooperation; IRIC)는 조직적 문화를 연구하기 위해 1985년에서 1987년까지 독립적인 연구 프로젝트를 수행했다. 2개 국가(덴마크와 네덜란드)의 20개 조직단위에서 여섯 개의 서로 다른 행위 차원 또는 행위 공동체를 구별해 냈다.
- 절차 지향 / 결과 지향 (Process-Oriented vs. Results-Oriented)
- 고용인 지향 / 업무 지향 (Employee-Oriented vs. Job-Oriented)
- 지역적 / 전문적 (Parochial vs. Professional)
- 개방적 / 폐쇄적 (Open System vs. Closed System)
- 느슨한 통제 / 단호한 통제 (Loose Control vs. Tight Control)
- 실용적 / 규범적 (Pragmatic vs. Normative)

국제적 조직의 경영에서는 국가 문화와 조직 문화에 대한 이해를 모두 필요로 한다.

#### 성별 수준
문화를 설명할 때, 성별 격차는 그렇게 크게 고려되는 요소는 아니다. 하지만 그것은 문화간 의사소통에 대한 논의를 분석할 때 매우 유용한 요소이다. 어느 사회에서건 남성 문화는 여성 문화와 판이하게 다르다. 기술적 견지에서는 남성과 여성이 동일한 업무를 수행할 수 있지만, 각 젠더가 다르게 반응하는 기호가 분명히 존재한다. 어느 한 성별은 자신의 원래 성역할이 아닌 방식으로 반응할 수 있는 상황에서, 다른 성별은 일탈적 성역할을 수용하지 않을 수도 있다. 외국 문화에 노출된 사람의 반응 정도는 반대 성별의 성역할에 대한 반응과 유사하게 비교할 수 있다. 또한 어느 국가에서의 성 구별의 정도는 그 국가의 문화와 역사에 일차적으로 기인한다.

## 같이 보기
- 문화 상대주의
- 문화적 규범
- 문화 정체성
- 문화 충격
- 국민성 연구
- 국가 정체성
- 문화간 의사소통
- 문화간 의사소통 원리
- 국제 관계
- 문화간 능숙도
- 문화간 지도력
- 감정과 문화
- 불확실성 감소 이론
- 젠더사회학
- 폰스 트롬페나르
- 에드워드 트윗첼 홀

## 참고 자료
- Robert J. House;  외. (2004년 4월 29일). Culture, leadership, and organizations: the GLOBE study of 62 societies 1판. SAGE Publications. ISBN 978-0-7619-2401-2., Read it